# 앙카라주

앙카라주의 위치

앙카라주(튀르키예어: Ankara ili)는 튀르키예 중부에 위치한 주로, 중앙아나톨리아 지역에 속한다. 주도는 앙카라(튀르키예의 수도이기도 함)이며 면적은 25,706km2, 인구는 5,747,325명(2021년 기준), 자동차 번호는 06번, 시외전화 지역번호는 0312번이다. 24개 군을 관할한다.

## 자치구
- 아큐르트(Akyurt)
- 알튼다(Altındağ)
- 아야쉬(Ayaş)
- 바라(Bala)
- 베이파자르(Beypazarı)
- 참르데레(Çamlıdere)
- 찬카야(Çankaya)
- 추북(Çubuk)
- 엘마다(Elmadağ)
- 에티메스구트(Etimesgut)
- 에브렌(Evren)
- 괼바쉬(Gölbaşı)
- 귀뒬(Güdül)
- 햐마나(Haymana)
- 칼레직(Kalecik)
- 카잔(Kazan)
- 케치외렌(Keçiören)
- 크즐자하맘(Kızılcahamam)
- 마막(Mamak)
- 날르한(Nallıhan)
- 포라트르(Polatlı)
- 푸르삭라르(Pursaklar)
- 신잔(Sincan)
- 예니마할레(Yenimahalle)
- 셰레프리코취히사르(Şereflikoçhisar)

## 인구
| 연도    | 인구      | ±% p.a. |
| ------- | --------- | ------- |
| 1927    | 404,720   | —       |
| 1940    | 602,965   | +3.11%  |
| 1950    | 819,693   | +3.12%  |
| 1960    | 1,321,380 | +4.89%  |
| 1970    | 2,041,658 | +4.45%  |
| 1980    | 2,854,689 | +3.41%  |
| 1990    | 3,236,626 | +1.26%  |
| 2000    | 4,007,860 | +2.16%  |
| 2010    | 4,771,716 | +1.76%  |
| 2019    | 5,639,076 | +1.87%  |
| source: |           |         |